# Žydrūnas Savickas
Žydrūnas Savickas (Biržai, 15 luglio 1975) è un strongman e powerlifter lituano.
Vincitore di quattro edizioni dell'World's Strongest Man, nel 2009, 2010, 2012 e 2014, di otto edizioni dell'Arnold's Strongman Classic, nel 2003, 2004 2005, 2006, 2007, 2008, 2014 e 2016, di due IFSA Strongman World Champiosnhip, nel 2005 e 2006, di un'edizione del Fortissumus, nel 2009, e di molte altre competizioni internazionali, è il più decorato strongman di sempre e considerato da molti l' "uomo più forte della storia". Nel corso della sua carriera ha superato diverse decine di record, detenendo tuttora il record di Log Lift con 228 kg e di Hummer Tyre Deadlift, raw, con 524 kg.

## Biografia
Fin da bimbo Savickas si interessò nel praticare sport, in particolare alle competizioni da strongman, dopo averlo visto in televisione nel 1989. Tre anni più tardi partecipò per la prima volta ad una competizione minore del genere, finendo quinto e superando vari atleti più grandi di lui. A soli 17 anni era già al livello dei migliori atleti di forza del proprio paese. A 20 anni decise iniziare a competere nel powerlifting, e in poco tempo arrivò ad essere secondo in una competizione nazionale Lituana.
Nel 1998 Savickas partecipò per la prima volta al World's Strongest Man (L'uomo più forte del mondo) in Marocco. Nel 2000 si qualificò secondo all'IPF World Championship, gareggiando equipaggiato,  in Giappone, sollevando un totale di 1020 kg. Nel 2001 si strappò entrambi i legamenti rotulei durante un Conan's Wheel, infortunio da fine carriera per molti, e dovette star lontano 9 mesi dalle competizioni. Nel 2002, 2003 e 2004 fu secondo nel World's Strongest Man, mentre nel settembre del 2005 Savickas vinse il IFSA Strongman World Championships, vincendo la competizione anche l'anno seguente in Islanda, dove la squadra lituana vinse il premio di nazione più forte al mondo. Nel 2015 ha partecipato al programma lo Show dei Record dove ha sfidato il suo rivale Björnsson meglio conosciuto come Thor.